# Антоній (Томилович-Лебецький)
Анто́ній Томило́вич-Лебе́цький (також Антоні́н, пол. Antoni Tomiłowicz-Lebecki (Tomiłłowicz); 1675, Луцьк ― 23 квітня 1745) ― титулярний архієпископ Смоленської архієпарії Руської унійної церкви, василіянин, магістр новіціяту в Битені, протоархимандрит Василіянського Чину Конгрегації Пресвятої Трійці (1730—1736), архимандрит Онуфрейський і Гродненський.

## Життєпис

### Навчання і діяльність
Народився в Луцьку в сім'ї Андрія і Катерини Томиловичів-Лебецьких. По складенні вічних обітів у Василіянському Чині виїхав на філософські і богословські студії до Єзуїтської колегії в Браунсберзі (прибув 23 вересня 1704 р.), які закінчив 3 березня 1711 р. і повернувшись до Речі Посполитої, отримав священницьке рукоположення. Був магістром новіціату в Битені (1713 р.), навчав у василіянських школах у Мінську, Пінську і Холмі, де 1717 р. став настоятелем. В 1719 р. був вікарієм у Жировичах, а 1720 р. вже як настоятель в Битені і секретар Чину брав участь в Замойському синоді. На генеральній капітулі в Битені обраний консультором Чину, тоді теж був настоятелем у Вільно. У Вільно в 1728 р., частково за пожертвувані кошти, а частково за монастирські фонди побудував купол церкви Свято-Троїцького монастиря. На капітулі в Новогрудку 1730 р. був обраний протоархімандритом Василіянського Чину Конґреґації Пресвятої Трійці на наступне чотириріччя, проте через війну за польську спадщину по смерті короля Августа ІІ, не було змоги скликати капітулу в 1734 р. і він керував Чином до 1736 р. 

### Архієпископ Смоленський
Від 1736 року ― титулярний унійний архієпископ Смоленський. Висвячений на єпископа митрополитом Київським, Галицьким і всієї Руси Атанасієм Шептицьким.